# 蓬曼圣母

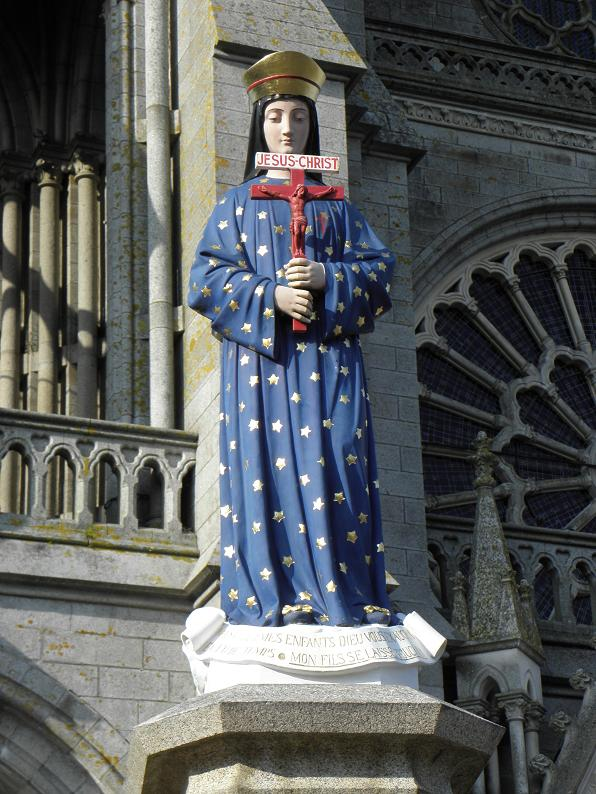
在当地教堂门前的蓬曼圣母雕像

蓬曼圣母（法語：Notre-Dame de Pontmain）是天主教中因1871年1月17日法国马耶讷省的小村蓬曼圣母显现事件（apparition mariale）而得名的圣母玛利亞的称号。

## 背景
1871年1月前后，正值普法战争期间。法国皇帝拿破仑三世已于1870年9月在色当会战战败投降，巴黎发生政变成立共和国，形成了以特罗胥将军为首的国防政府，继续战争。法军在战场上节节败退，巴黎陷入普军的包围之中。
随着战争的进行，普军逐步扩大在法国的占领区。1月12日，普军攻下勒芒，开始进攻蓬曼所在的马耶讷省。蓬曼显现的当日（1月17日），普军已经开到马耶讷省的首府拉瓦勒附近两公里处，当地出现了恐慌。

## 显现
看到显现主要目击者有四位，分别是欧仁·巴伯代特（Eugène Barbedette，12岁）和他的弟弟约瑟夫·巴伯代特（Joseph Barbedette，10岁）、弗朗索瓦丝·里歇尔（Françoise Richer，11岁）、让娜-玛丽·勒博塞（Jeanne-Marie Lebossé，9岁）。此外还有一个六岁小孩欧仁·弗里托（Eugène Friteau）看到，但当年5月夭折。
当日下午5点半到6点左右，欧仁·巴伯代特正在帮他的父亲干农活，突然他在附近一幢房子的上空看到了一位身穿蓝色缀满金色星星长袍，头戴一顶金色王冠的夫人。他叫他的父亲来看，但什么都没有看到，父亲要他回去工作。但是他的弟弟约瑟夫也看到了一样的异象，于是大家相信确实出现了异象。村里的人群开始聚集了起来，包括当地的本堂神父和几位修女。人群中，三个孩子弗朗索瓦丝·里歇、让娜-玛丽·勒博塞和欧仁·弗里托都声称看到了异象。人群情绪高涨，纷纷开始祈祷。孩子们看到在圣母背后出现了一个蓝色个光圈，胸口出现了一个红色的十字，两肩上个出现了一个白色十字。然后脚上出现了星星，分别点亮了上下四只蜡烛。然后天空中一个接一个出现大写字母，每一个字母都是白底金字，拼出了这样一句话“MAIS PRIEZ MES ENFANTS DIEU VOUS EXAUCERA EN PEU DE TEMPS MON FILS SE LAISSE TOUCHER”（“祈祷吧我的孩子，天主马上会对你们发慈悲的，我的儿子保佑你们”）。人群开始唱起圣歌来，包括一篇歌颂耶稣的颂歌。然后孩子们看到圣母怀中出现了一个红色的耶稣像，耶稣被钉在十字架上，十字架上刻着“JESUS-CHRIST”（耶稣基督）。之后整个异象渐渐消失，显现持续了大约2个半小时。

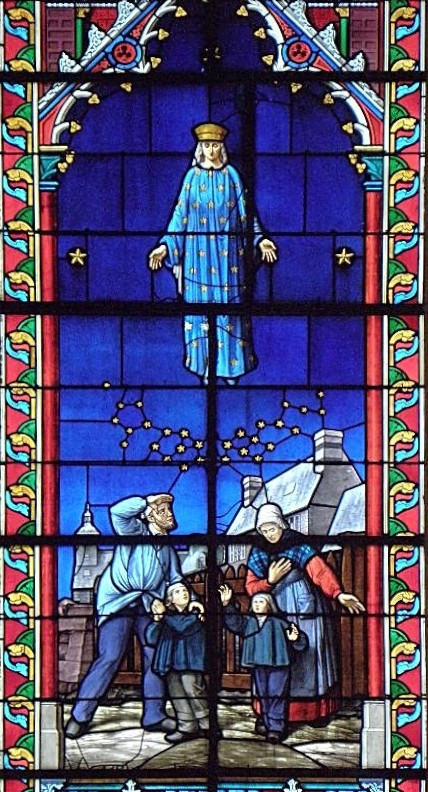
过程1
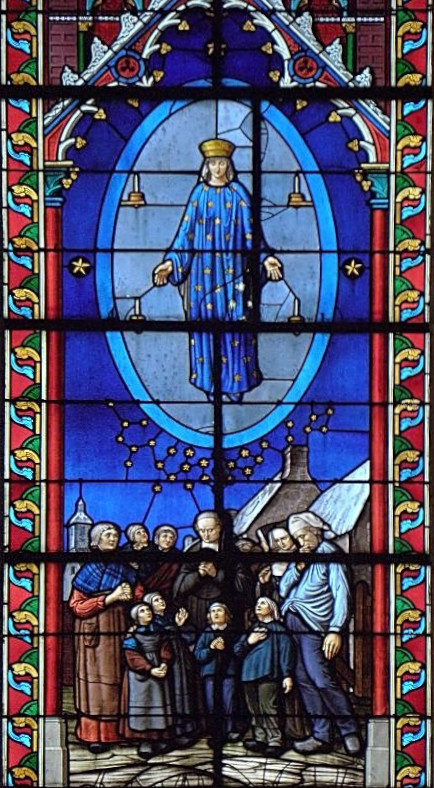
过程2
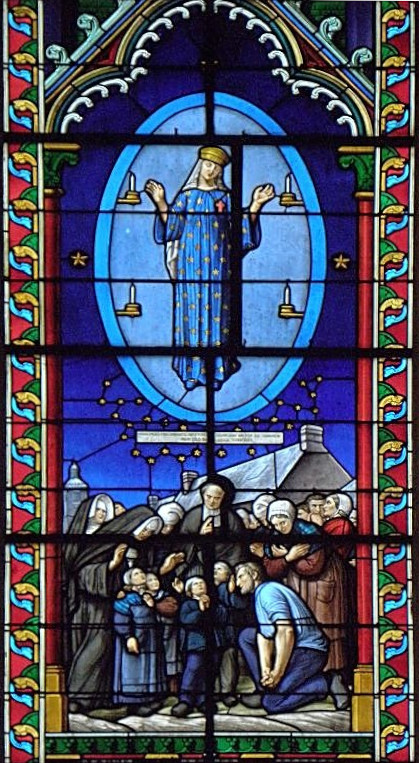
过程3
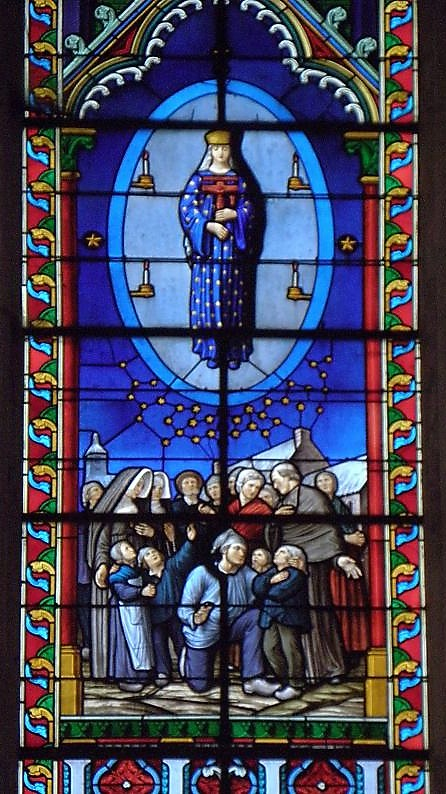
过程4

## 后续
1月28日，法国国防政府和普鲁士达成停战协议，普军的威胁解除。
随着圣母的许诺得到了兑现，大量朝圣者涌入蓬曼，每天有3千至4千人。当地的拉瓦勒主教从5月起开始调查这一显现事件，对四位目击者进行问询，并派医生检查他们的视力情况。1872年2月2日，拉瓦勒主教认定了这一圣母显现事件。蓬曼在第三共和国初年成为了和卢尔德、拉萨莱特等并列的圣母朝圣地。
1920年，目击者之一的让娜-玛丽·勒博塞承认当年并没有看到显现，“我宣布我没有看到1871年1月17日在蓬曼出现的圣母显现……许多年来这一秘密一直压在我心头……异象出现的时候我只是跟人起哄……问询的时候我就人云亦云……我相信其他三位目击者的诚实，我从未怀疑过他们的诚实，但我从来没看到他们共同所说的异象”。